# Trilirata macmurdensis
Trilirata macmurdensis is een slakkensoort uit de familie van de Zerotulidae. De wetenschappelijke naam van de soort is voor het eerst geldig gepubliceerd in 1911 door Hedley.